# Colosseum (jeu)
Pour les articles homonymes, voir Colosseum.
Colosseum est un jeu de société créé par Wolfgang Kramer et Markus Lübke en 2007. Il est édité depuis 2007 par Days of Wonder.

## Principe général
Colosseum est un jeu de société où chaque joueur incarne un organisateur de spectacles à l'époque des célèbres jeux de la Rome antique. 

## Règle du jeu

### Mise en place
Après avoir disposé le plateau au centre de la table, chaque joueur reçoit un certain nombre d'éléments :
- une fiche de résumé
- un marqueur de score
- deux demi-arènes formant l'arène de base de chacun des joueurs
- des pièces romaines
- deux programmes de spectacle et les éléments de spectacle. Les éléments de spectacle représentent les différents éléments utiles à la réalisation d'un spectacle : gladiateur, cheval, lion…

Chaque joueur doit placer son arène sur le plateau et se voit distribuer deux programmes de spectacle, le programme de spectacle étant le « guide » à suivre pour organiser son spectacle (combien d'éléments et de quels types nécessaires, spectateurs gagnés, etc. ). 
Le jeu peut alors commencer !

### But du jeu
Le but du jeu est de devenir l'impresario le plus prestigieux de l'Empire, après avoir réussi à organiser des spectacles de plus en plus impressionnants qui attireront un nombre de spectateurs en adéquation avec l'ambition du programme. Le joueur ayant réussi à attirer le plus de spectateurs au cours d'une de ses représentations est déclaré vainqueur. 

### Déroulement
La partie se décompose en 5 tours de jeu, chaque tour étant composé de 5 phases :
- la phase d'investissement
- la phase d'enchères
- la phase d'échange
- la phase de production de spectacles
- la cérémonie de clôture

Ces phases permettent aux joueurs d'agrandir leur arène, d'acheter des bonus, des programmes ou des éléments de spectacles, d'attirer les nobles dans leur arène parmi d'autres actions. Le but étant bien évidemment d'avoir une arène suffisamment grande pour organiser des spectacles prestigieux, lesquels demandent de nombreux éléments. Chaque tour est conclu par l'organisation du spectacle et le score du joueur est représenté par le nombre de spectateurs qu'il a réussi à attirer. 
Le jeu est parsemé de nombreuses subtilités et il peut être utile de bien les exploiter pour être le meilleur impresario. 